# Bianca Dias
Bianca Dias est une joueuse internationale sud-africaine de rink hockey née le 6 octobre 1992.  

## Palmarès
En 2016, elle participe au championnat du monde.